# Обедиентова, Глафира Витальевна
Глафи́ра Вита́льевна Обедиентова (1911—1991) — советский геоморфолог и палеогеограф, специалист по истории формирования речных долин Восточно-Европейской равнины и, в частности, долины Волги, одна из иницаторов создания национального парка «Самарская Лука».

## Биография
Родилась 25 марта 1911 года в селе Сосновец (ныне Родниковский район Ивановской области) в семье сельского дьякона, была шестым ребёнком в семье. Училась в школе города Плёс за 18 км от дома, училась отлично, но из-за происхождения из семьи священнослужителя не могла сразу продолжить образование.
Работала учителем в Родниках, на прядильной фабрике, на МТС, в НИИ сельского хозяйства. С работы её уволили в 1934 году, когда узнали, что она поступила на заочное отделение геологического факультета Ленинградского университета. Преподаватели университета, узнав, что их первокурсница, сдавшая первую сессию на отлично, осталась без работы и без средств к существованию, поспособствовали её переводу на очное отделение в 1936 году, чтобы предоставить место в студенческом общежитии и стипендию. Особенно актуально это было в связи с тем, что примерно в то же время у Глафиры обнаружили порок сердца.
Во время учёбы Глафира Витальевна увлеклась новой наукой — геоморфологией. Во многом этому способствовал её учитель Яков Эдельштейн. Позднее она сама в одной из статей дала ей определение: «Геоморфология — наука о рельефе, изучающая морфологию земной поверхности, формирование рельефа во взаимодействии противоположно направленных внутренних и внешних сил». Принимала участие в ряде экспедиций на Дальний Восток, туда же собиралась уехать после окончания университета, однако врачи запретили ей ехать так далеко по состоянию здоровья. Была в экспедиции на Волге.
В 1940 году она устроилась научным сотрудником в московский Институт географии АН СССР, где проработала 33 года. Перед этим была приглашена в аспирантуру Константином Константиновичем Марковым, однако место ей не выделили. С 1940 года разрабатывала тему «Долины древних рек Волжского бассейна».
После начала Великой Отечественной войны институт был эвакуирован, но Глафира Витальевна и ещё несколько сотрудников остались в Москве, составляя топографические карты для фронта. Работала почти круглые сутки, а после того как дом, где она жила, разбомбило, жила в институте. Была награждена медалями.
Ближе к концу войны Обедиентова вновь занялась работой по специальности. Её направили в Окский заповедник, где ранее не проводились геоморфологические исследования, и где она сделала описание пятнадцати разрезов четвертичных отложений. В то же время она тяжело заболела.
Сразу после капитуляции Германии Глафиру Витальевну назначили начальником геоморфологического отряда, который должен был сделать подробное описание Куйбышевского заповедника. Однако она настояла, что необходимы исследования всей Самарской Луки в целом. Одновременно с ней на Самарской Луке работала геологическая партия от треста «Куйбышевнефтеразведка», ей удалось наладить тесный контакт и обмен собранными материалами между отрядами, что пошло на пользу обеим экспедициям.
В отряде Глафиры Витальевны было шесть человек: ботаник, четверо студентов и она как геоморфолог. Ей приходилось даже самой косить сено для лошади, так как больше никто этого не умел. Её отчёт по итогам первого сезона получил высокую оценку, и отряду был предоставлен старенький грузовик, что значительно ускорило исследования.
Всего экспедиция продолжалась три года, в ходе которых были созданы геоморфологические карты Самарской Луки, проведены нивелировки по нескольким профилям, в том числе по сложным горам, были обнаружены прибрежные пески на высоте в сотню метров на уровнем моря, что рассказывало об истории формирования рельефа Жигулей. Её геоморфологические изыскания стали одним из основания для переноса строительства Куйбышевской ГЭС с первоначально выбранного места у посёлка Красная Глинка на новое, в районе села Отважное. Ею были введены в обращение названия для обозначения открытых слоёв осадочных пород: Переволокская свита, Жигулевский горизонт, Батрацкий горизонт.
В ходе изучения котлована под зданием Куйбышевской гидроэлектростанции Г.В. Обедиентовой удалось обнаружить древние морские отложения.
В 1950 году Обедиентова закончила свою монографию «Происхождение Жигулевской возвышенности и развитие её рельефа», опубликованную в 1953 году. В 1951 году защитила по этой теме диссертацию на соискание степени кандидата географических наук. В 1955 году стала старшим научным сотрудником.
В дальнейшие годы она тоже не оставляет тему Волги. Занималась изучением развития долин Волги и её притоков. В работе ей помогает ей дочь Татьяна Леонидовна Смоктунович. Было предположено, что пра-Волга — река кайнозойского периода, но ещё в палеозое (карбон) было определено место главного водораздела Русской равнины в районе Валдайской возвышенности. С тех пор реки всегда текли на юг. Современные реки во многом унаследовали пути древних рек.
Она горячо полюбила Волгу и Самарскую Луку, о которой писала так: «Вся территория Самарской Луки — удивительный памятник природы, который часто называют жемчужиной Русской равнины. Её богатство — горный рельеф, наличие водного обрамления, разнообразие и древность животного и растительного мира. Всё это обусловлено особенностями геоморфологического строения и структуры Самарской Луки…»
Ею был разработан проект создания на Самарской Луке геолого-географического музея с детальной программой и подробным описание отдельных районов, которые следовало бы использовать в музейном комплексе, особенно переволокского района с его домезозойской территорией, плиоценовыми отложениями, лёссовыми четвертичными отложениями, позволяющими наглядно проследить геологическую историю от верхнего палеозоя до современности.
В 1966 году также изучала реки бассейна Белого моря. В 1968 году также изучала реки бассейна Балтийского моря.
Во время экспедиции её укусил клещ и она заболела энцефалитом. В 1970 году Глафира Витальевна была отправлена на пенсию заведующим отделом геоморфологии А.А. Асеевым. После этого сотрудничает с отделом палеогеографии. В это время публикует свои основные труды, в частности монографию об истории развития долины Волги (1977).
Умерла в Москве в 1991 году, после продолжительной болезни. До последних дней исследовательница работала над книгой «Неотектоника Поволжья» и вела переписку с коллегами по Самарской Луке. В последнем письме Ю. К. Рощевскому она писала: «Люблю Жигули, каждую былинку, камень, горку и долину…».

## Природоохранная деятельность
Появление на Волге, так полюбившейся Глафире Витальевне каскада водохранилищ, изменило жизнь Обедиентовой. Отныне она активно участвует в природоохранной работе. Одной из первых она открыто заявляет, что создание искусственных водохранилищ на Волге несёт народному хозяйству гораздо больше вреда, чем пользы. Она пишет статьи, посвящённые недостаткам водохранилищ, в которых делает выводы, что единственная польза от них — электроэнергия. Даёт она и рекомендации по снижению негативного воздействия.
К рекомендациям Глафиры Витальевны и других защитников природы частично прислушались: Саратовское водохранилище занимается регулированием лишь суточного и недельного стока, не накапливая огромные запасы воды, это снижает выработку электроэнергии, но увеличивает проточность реки, уменьшает размыв берегов и накопление донных отложений.
В 1983 году выходит научно-популярная книга Обедиентовой «Века и реки», в которой широким массам читателей сообщалось об огромном значении Волги и других рек для России.
В 1988 году вышла её книга о Самарской Луке «Из глубины веков», в которой рассказывалось о Волге, о Жигулях, освещались и научно обосновывались вопросы охраны природы. Например, предлагалось запретить использование на территории Самарской Луки минеральных удобрений, строительство птицефабрик и свинокомплексов. Это связано с особой структурой горных пород на Луке, пронизанных тектоническими трещинами, и отсутствием водоупорных пород, из-за чего стоки от таких производств беспрепятственно достигали уровня водохранилища.
В своей работе «Морально-эстетические принципы охраны природы Самарской Луки» Обедиентова констатировала: «До 40-х годов XX века Самарская Лука сохранила облик и уклад жизни XVIII века. За последние 40 лет Лука пострадала больше, чем за предыдущие столетия. Человек не вписался в ландшафт Луки: построили плотины, заложили карьеры, возвели цементный завод в Яблоневом овраге, зная, что он принесёт ущерб здоровью жителям рабочего посёлка и всёй окружающей среде».
Важной частью биографии Глафиры Виталеьвны является деятельность по созданию национального парка «Самарская Лука». В 1970-х годах в Куйбышевской области началось движение учёных за создание на территории Самарской Луки национального Парка. Возглавляли сторонников идеи самарские учёные: Т.В. Тезикова, В.Е. Тимофеев, Ю.К. Рощевский, Т.И. Плаксина. Глафира Обедиентова активно помогала им из Москвы. В 1984 году парк был юридически оформлен. Однако ещё более четырёх лет шло его проектирование. Обедиентова объезжала территорию национального парка в 1984 и в 1987 годах, после чего обратилась в областной совет с замечаниями, что земельные участки, полученные на территории парка в 1984 и последующие годы, должны быть признаны незаконными, что необходимо остановить дачное строительство на охраняемой территории, что по-прежнему ведутся недопустимые рубки деревьев, строительство свинокомплекса и карьерные работы.
В 1990 году Глафире Обедиентовой исполнилось 79 лет. Однако как член научно-технического совета и член центрального совета Всесоюзного общества охраны природы она была командирована на её любимую Самарскую Луку с инспекцией.
Отчёт в ЦС ВООП был не особо утешительным: 

«…Рубки леса сократились в пять с половиной раз по сравнению с 1985 г., но при этом используется трактор, который нарушает почвенный и растительный покров леса. Для парка должна быть использована конная тяга. Работы по благоустройству в зачаточном состоянии, нет аншлагов, не проводится экскурсионная работа. В штате бывшие работники леспромхоза, которыми статус парка не принят. Карьеры продолжают работать. Свиноферма расширяет свою деятельность».

## Память
К столетию со дня рождения Глафиры Витальевны Институт экологии Волжского бассейна РАН совместно с Жигулёвским заповедником провели в своём экологическом музее чтения. Там же была открыта посвящённая ей выставка «Жигулёвская кругосветка в семь миллионов лет».